# Robbie Middleby
Robert Middleby (Newcastle, 9 agosto 1975) è un dirigente sportivo ed ex calciatore australiano, di ruolo difensore.

## Caratteristiche tecniche
Terzino destro, poteva essere impiegato anche come centrocampista esterno.

## Carriera

### Giocatore

#### Club
Ha cominciato a giocare nell'Australian Institute of Sport.
Nel 1994, dopo una breve esperienza all'Adamstown Rosebud, è passato al Wollongong Wolves.
Nel 1996 è stato acquistato dall'Uerdingen 05.
Nel 1998 si è trasferito all'Eintracht Treviri.
Nel 1999 ha firmato un contratto con il Football Kingz.
Nel 2000, dopo aver militato nel Cringila Lions, è passato al Wollongong Wolves.
Nel gennaio 2001 si è trasferito al Carlton.
Nell'estate 2001 ha firmato un contratto con il Newcastle Jets.
Nel 2005 è stato acquistato dal Sydney FC.
Ha concluso la propria carriera da calciatore nel 2010, dopo aver militato per una stagione nel N. Queensland Fury.

#### Nazionale
Ha debuttato in Nazionale maggiore il 6 luglio 2002, in Australia-Vanuatu (2-0), subentrando a Scott Chipperfield al minuto 72. Ha partecipato, con la Nazionale, alla Coppa d'Oceania 2002. Ha collezionato in totale, con la maglia della Nazionale. 5 presenze.

### Dirigente
Nell'estate 2010 è diventato dirigente del N. Queensland Fury. L'esperienza si è conclusa al termine della stagione 2010-2011. Dal luglio 2011 al 7 gennaio 2015 è stato dirigente del Newcastle Jets.

## Palmarès

### Giocatore

#### Club

##### Competizioni nazionali
- Campionato australiano di calcio: 1

Sydney FC: 2005-2006

##### Competizioni internazionali
- OFC Champions League: 1

Sydney FC: 2004-2005

## Statistiche

### Cronologia presenze e reti subite in nazionale
| Cronologia completa delle presenze e delle reti in nazionale ― Australia | Cronologia completa delle presenze e delle reti in nazionale ― Australia | Cronologia completa delle presenze e delle reti in nazionale ― Australia | Cronologia completa delle presenze e delle reti in nazionale ― Australia | Cronologia completa delle presenze e delle reti in nazionale ― Australia | Cronologia completa delle presenze e delle reti in nazionale ― Australia | Cronologia completa delle presenze e delle reti in nazionale ― Australia | Cronologia completa delle presenze e delle reti in nazionale ― Australia |
| Data                                                                     | Città                                                                    | In casa                                                                  | Risultato                                                                | Ospiti                                                                   | Competizione                                                             | Reti                                                                     | Note                                                                     |
| ------------------------------------------------------------------------ | ------------------------------------------------------------------------ | ------------------------------------------------------------------------ | ------------------------------------------------------------------------ | ------------------------------------------------------------------------ | ------------------------------------------------------------------------ | ------------------------------------------------------------------------ | ------------------------------------------------------------------------ |
| 6-7-2002                                                                 | Auckland                                                                 | Australia                                                                | 2 – 0                                                                    | Vanuatu                                                                  | Coppa d'Oceania 2002 - 1º turno                                          | -                                                                        | 72’                                                                      |
| 8-7-2002                                                                 | Auckland                                                                 | Australia                                                                | 11 – 0                                                                   | Nuova Caledonia                                                          | Coppa d'Oceania 2002 - 1º turno                                          | -                                                                        |                                                                          |
| 10-7-2002                                                                | Auckland                                                                 | Australia                                                                | 8 – 0                                                                    | Figi                                                                     | Coppa d'Oceania 2002 - 1º turno                                          | -                                                                        | 58’                                                                      |
| 12-7-2002                                                                | Auckland                                                                 | Australia                                                                | 2 – 1 dts                                                                | Tahiti                                                                   | Coppa d'Oceania 2002 - Semifinale                                        | -                                                                        | 52’                                                                      |
| 14-7-2002                                                                | Auckland                                                                 | Nuova Zelanda                                                            | 1 – 0                                                                    | Australia                                                                | Coppa d'Oceania 2002 - Finale                                            | -                                                                        | 82’                                                                      |
| Totale                                                                   |                                                                          | Presenze                                                                 | 5                                                                        |                                                                          | Reti                                                                     | 0                                                                        |                                                                          |